# Ильичёвка (Ханты-Мансийский автономный округ)
Ильичёвка — деревня в Кондинском районе Ханты-Мансийского автономного округа — Югры. Входит в состав городского поселения Кондинское.

## Население
| 1989 | 2002 | 2010 | 2021 |
| ---- | ---- | ---- | ---- |
| 75   | ↘18  | ↘1   | ↘0   |

## Климат
Климат резко континентальный, зима суровая, с сильными ветрами и метелями, продолжающаяся пять-шесть месяцев. Лето относительно тёплое, но быстротечное.